# Henrique Limpo de Abreu

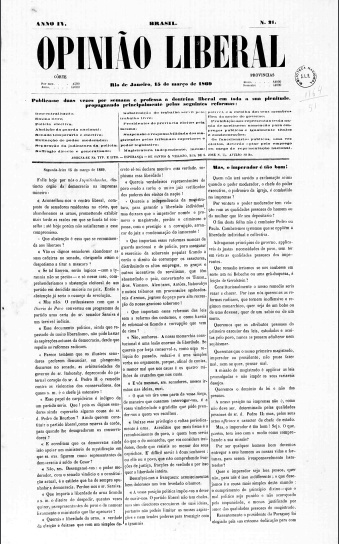
Original do Opinião Liberal (1869), dirigido por Henrique Limpo de Abreu

Henrique Limpo de Abreu (Rio de Janeiro, 28 de abril de 1839 — 01 de julho de 1881) foi um advogado, político e jornalista brasileiro.
Filho de Antônio Paulino Limpo de Abreu, Visconde de Abaeté, formou-se em Direito pela Universidade de São Paulo, porém, seguindo carreira como jornalista. Em 1860, trabalhou ao lado de Francisco Rangel Pestana no jornal O Tymbira, em São Paulo. Em 1864, fundou o Correio Nacional, no Rio de Janeiro.
Deputado por Minas Gerais entre 1864 e 1866, era liberal e um grande crítico da monarquia. Com cerca de 30 anos de idade, foi um dos fundadores do Clube Radical, em 1868, dirigindo o jornal Opinião Liberal, porta-voz do clube. Em 1869, foi um dos organizadores e participantes das "Conferências Radicais" do Rio de Janeiro. Em 1870, foi um dos signatários do Manifesto Republicano.
A partir de 1875, passou a dirigir o jornal A Província de São Paulo, posteriormente O Estado de S. Paulo.